# Luiz Fumanchu
Jorge Luiz da Silva, mais conhecido como Luiz Fumanchu (Castelo, 14 de novembro de 1952), é um dirigente esportivo, técnico de futebol, comentarista esportivo e ex-futebolista brasileiro, que atuava como ponta-direita. Como treinador, não chegou a comandar nenhuma equipe.

## Carreira
Pito, como era conhecido na juventude, começou a dar seus primeiros passos ainda com 14 anos, nos juvenis do Castelo Futebol Clube, time da sua cidade natal. Era apelidado Pito pelo fato de vender pirulitos naquela época. Não demorou muito para que seu irmão Sérgio Roberto, então jogador do Fluminense, o trouxesse às categorias de base do tricolor.
Logo, o jogador atraiu o Vasco, onde foi jogar nas categorias de base e onde o capixaba começou sua carreira como Luiz Fumanchu, apelido dado após assistir um filme de caratê e ser perturbado pelos demais jogadores do Vasco, que deixaram o apelido de "zoação" marcado na história de Luiz. Quando ultrapassou a idade da categoria juvenil, em 1976, Fumanchu foi emprestado ao Sport Recife, mas logo voltou para o clube cruzmaltino, onde fez, inclusive, dupla de ataque com Roberto Dinamite. E assim, vieram as conquistas da Taça Guanabara e do Campeonato Carioca daquele ano. Mesmo obtendo destaque no Vasco, o jogador foi vendido com passagem de volta a Pernambuco, mas dessa vez para o Santa Cruz. Marcou época também no Santa, e depois voltou para o Fluminense, contratado junto ao atacante Nunes. Fumanchu atuou pelo Fluminense, o time que ele mesmo cita ser seu clube do coração, entre os anos de 1978 e 1979, nessas temporadas marcou vários gols sendo um dos principais artilheiros do time junto com Doval e Nunes.
Pouco tempo depois, foi para seu primeiro clube estrangeiro: o América do México. Depois, voltou para o Brasil, agora para o CR Flamengo, do então craque Zico, e ainda chegou a jogar no Londrina, onde encerrou a carreira.
Resumidamente, Fumanchu fez sucesso no futebol carioca, nas décadas de 1970 e 1980. Depois que parou de jogar, em 1984, Fumanchu formou-se técnico de futebol, mas nunca exerceu o ofício. Daí, assumiu a presidência do clube que o revelou e o levou à primeira divisão do Campeonato Capixaba de Futebol.
Pouco tempo depois, foi convidado pelos radialista Dailton Dessaune e Orlando Luiz (o Luiz 90) para comentar os jogos na Rádio Difusora de Cachoeiro de Itapemirim, hoje Rádio Globo Cachoeiro. Depois disso, foi exercer a profissão em sua terra natal, onde também foi secretário municipal de Esportes.

## Estatísticas
Até 7 de julho de 1981.

### Clubes
| Clube             | Temporada         | Campeonato nacional | Campeonato nacional | Campeonato nacional | Copa nacional[a] | Copa nacional[a] | Copa nacional[a] | Competições continentais[b] | Competições continentais[b] | Competições continentais[b] | Outros torneios[c] | Outros torneios[c] | Outros torneios[c] | Total | Total | Total   |
| Clube             | Temporada         | Jogos               | Gols                | Assist.             | Jogos            | Gols             | Assist.          | Jogos                       | Gols                        | Assist.                     | Jogos              | Gols               | Assist.            | Jogos | Gols  | Assist. |
| ----------------- | ----------------- | ------------------- | ------------------- | ------------------- | ---------------- | ---------------- | ---------------- | --------------------------- | --------------------------- | --------------------------- | ------------------ | ------------------ | ------------------ | ----- | ----- | ------- |
| Flamengo          | 1980              | —                   | —                   | —                   | —                | —                | —                | —                           | —                           | —                           | 10                 | 1                  | 0                  | 10    | 1     | 0       |
| Flamengo          | 1981              | 13                  | 2                   | 0                   | —                | —                | —                | 1                           | 0                           | 0                           | 2                  | 0                  | 0                  | 16    | 2     | 0       |
| Flamengo          | Total             | 13                  | 2                   | 0                   | 0                | 0                | 0                | 1                           | 0                           | 0                           | 12                 | 1                  | 0                  | 26    | 3     | 0       |
| Total na carreira | Total na carreira | 13                  | 2                   | 0                   | 0                | 0                | 0                | 1                           | 0                           | 0                           | 12                 | 1                  | 0                  | 26    | 3     | 0       |

- a. ^ Jogos da Copa do Brasil
- b. ^ Jogos da Copa Libertadores da América
- c. ^ Jogos do Campeonato Carioca e Amistoso

|          | Data               | Local                            | Resultado | Adversário       | Gols | Assist. | Competição                           |
| -------- | ------------------ | -------------------------------- | --------- | ---------------- | ---- | ------- | ------------------------------------ |
| Flamengo |                    |                                  |           |                  |      |         |                                      |
|          | 3 de julho de 1981 | Mineirão, Belo Horizonte, Brasil | 2–2       | Atlético Mineiro | 0    | 0       | Copa Libertadores da América de 1981 |

## Títulos
Vasco da Gama
- Taça José de Albuquerque: 1972
- Torneio Quadrangular do Rio de Janeiro: 1973
- Troféu Pedro Novaes: 1973
- Torneio Erasmo Martins Pedro: 1973
- Taça Guanabara: 1976 e 1977
- Torneio Heleno Nunes: 1976
- Campeonato Carioca: 1977
- Taça Manoel do Nascimento: 1977
- Torneio Imprensa de Santa Catarina: 1977

Fluminense
- Torneio José Fernandes: 1979

Flamengo
- Taça Guanabara: 1981
- Copa Libertadores da América: 1981
- Campeonato Carioca: 1981
- Copa Intercontinental: 1981